# Дужников Станіслав Михайлович
Станіслав Михайлович Дужников (нар. 17 травня 1973, Саранськ) — російський актор театру, кіно, телебачення і дубляжу. Заслужений артист Росії (2018). Заслужений артист Республіки Мордовія (2014). Найбільш відомий за фільмом «ДМБ» Романа Качанова, а також за роллю Льоні Вороніна в комедійному телесеріалі «Вороніни». Путініст. Підтримує війну Росії проти України.

## Біографія
Станіслав Дужников народився 17 травня 1973 року в Саранську. На сцені дебютував ще в школі — зіграв дочку мачухи в «Попелюшці» і отримав за цю роль приз. Закінчив школу зі срібною медаллю в селі Старе Шайгово, де жила бабуся Анастасія Федорівна, заслужений педагог. Вступив в Саранську училище культури на факультет режисури культурно-масових заходів. Потім навчався в Московському інституті сучасного мистецтва. З четвертої спроби він поступив в Театральне училище імені Щукіна, яке закінчив в 1998 році (курс Е. В. Князєва), і став актором Театру імені Гоголя. З 1999 року — актор «Фабрики театральних подій» М. Горевого. З 2001 року працював в театрі під керівництвом Армена Джигарханяна. У 2009 році був прийнятий в трупу Художнього театру ім. А. П. Чехова.
У 1995 році Дужников почав зніматися в кіно. Популярність акторові принесла роль Толі Пістемеева на прізвисько Бомба в фільмі 2000 року «ДМБ» і в наступних продовженнях. Успіх закріпили ролі Михайла Доценко в телесеріалі «Каменська» і роль Льоні Вороніна в ситкомі «Вороніни». До 2009 року набрав 25 кілограмів для телесеріалу «Вороніни», а до 2013 року скинув 20 кілограмів для цього ж телесеріалу. У 2012 році зіграв значні ролі у фільмах «Метро» і «1812: Уланська балада».
У 2010 році організував фестиваль дитячої та молодіжної творчості «Viva».
У 2014 році Станіслав Дужников проніс Олімпійський вогонь Сочинської Олімпіади в своєму рідному місті Саранську.
25 вересня 2015 року актор взяв участь у театралізованих онлайн-читаннях творів А. П. Чехова «Чехов живий».
Захоплюється фотозйомкою. У 2018 році провів виставку власних робіт «Справжні люди».
В ході президентських виборів 2018 року був довіреною особою Президента РФ Володимира Путіна.

## Особисте життя
- Перша дружина — актриса театру і кіно Христина Бабушкіна[8].
  - Дочка — Устина Дужникова (2007)[3].
- Наречена — Катерина Волга, флорист[9]. Разом з 2013 року.

Ерзя з боку мами, вільно володіє мокшанською мовою.

## Творчість
Станіслав Дужников в 1998 році став актором Театру імені Гоголя. З 1999 — актор «Фабрики театральних подій» М. Горевого. З 2001 року працював в театрі під керівництвом Армена Джигарханяна.
У 2009 році прийнятий в трупу Художнього театру ім. А. П. Чехова.
Також грає в різних антрепризах.

## Нагороди

### Державні нагороди
- 2014 — Почесне звання «Заслужений артист Республіки Мордовія»[2].
- 2018 — Почесне звання «Заслужений артист Російської Федерації» — за великий внесок у розвиток вітчизняної культури, мистецтва, засобів масової інформації та багаторічну плідну діяльність[1].

### Премії
- 2003 — Премія «Армія» (фільм «ДМБ»).
- Рік випуску 2008 — Премія «Іронія долі» за головну роль у серіалі «Перстень з бірюзою».
- 2011 — Премія «Золотий Носоріг» за кращу чоловічу головну роль в серіалі «Вороніни»[11].
- 2014 — Премія «Міліціонер кіно» за 18 зіграних міліцейських ролей в кінематографі[12].
- 2014 — Премія Олега Табакова за повернення на сцену МХТ ім. А. П. Чехова театрального бестселера XXI століття[13]